# Operación Estrella Polar III

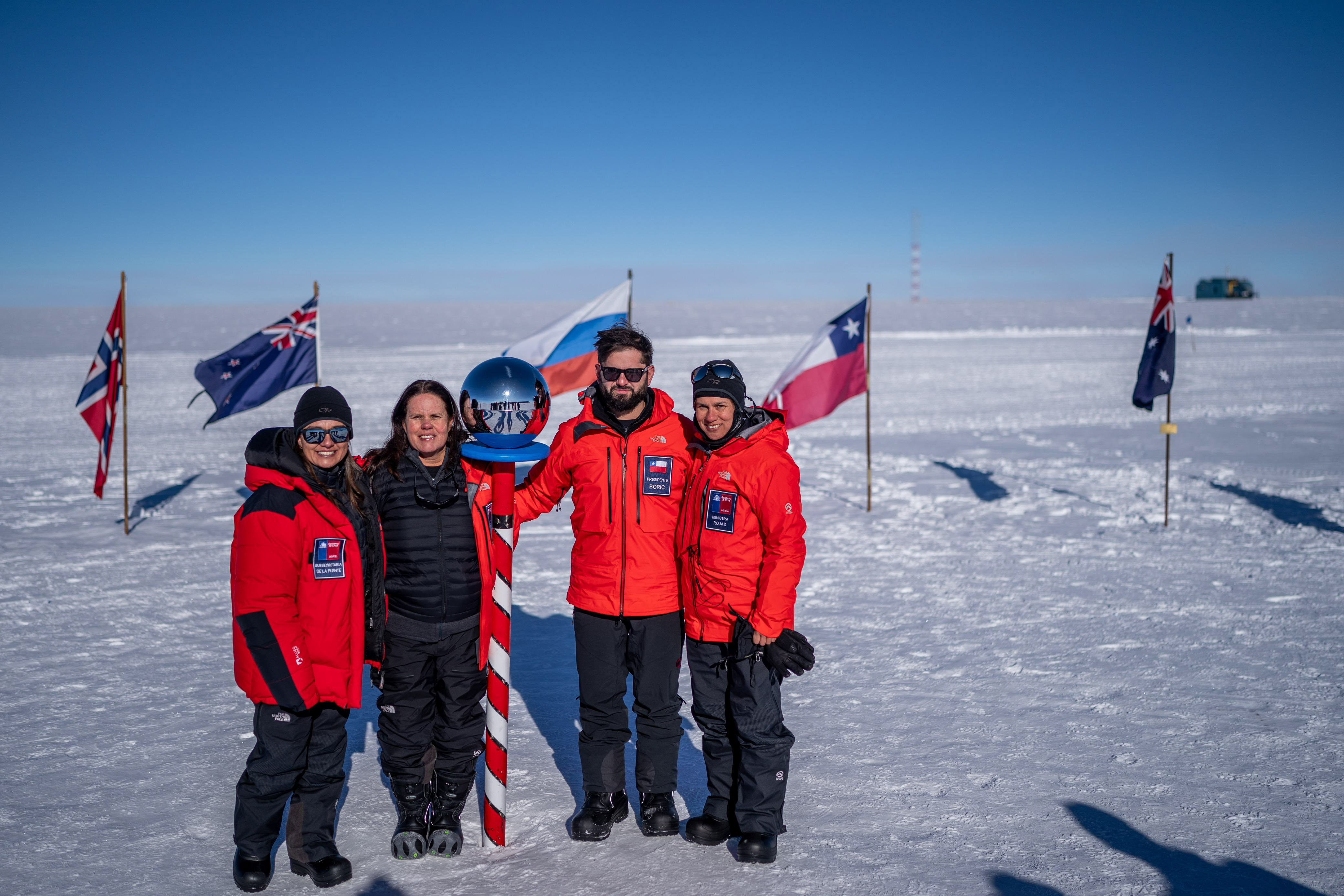
Gabriel Boric, Maya Fernández Allende und Maisa Rojas am Südpol am 4. Januar 2025

Während der Operación Estrella Polar III besuchte der Chilenische Präsident Gabriel Boric im Januar 2025 mit einer hochrangigen Delegation den Südpol. Es war der erste Besuch eines Staatsoberhauptes von Lateinamerika und dritte Besuch eines Staatsoberhauptes der Welt am Südpol. Die Reise wurde in Zusammenarbeit mit dem Chilenischen Institut der Antarktis (INACH) sowie der Chilenischen Armee durchgeführt.

## Hintergrund
Die Operación Estrella Polar III ist nach den im November 1984 und Januar 1995 die dritte Chilenische Expedition zum Südpol. Der Chilenische Präsident Gabriel Gonzalez Videla war 1948 das erste amtierende Staatsoberhaupt der Welt, welches die Antarktis besuchte.
Zuvor waren mit der Neuseeländische Premierministerin Helen Clark im Jahre 2007 und dem Norwegischen Premierminister Jens Stoltenberg zum 100. Jubiläum der Expedition an den Südpol von Roald Amundsen im Jahre 2011 zwei weitere Staatsoberhäupter an den Südpol gereist.

## Vorbereitung
Im Rahmen der Übergabe des Eisbrechers Almirante Viel am Chilenischen Marinestützpunkt Talcahuano im Juli 2024 hat Gabriel Boric angekündigt, den Südpol im Januar 2025 zu besuchen. Er sah den Besuch in der Tradition der Chilenischen Verantwortung gegenüber der Antarktis und betonte in diesem Zusammenhang auch den Besuch der Antarktis von Gabriel Gonzlez Videla im Jahre 1948, welcher der erste eines amtierenden Staatsoberhauptes war. Ziel der Reise seien die Erforschung der Antarktis im Zusammenhang mit dem Klimawandel und dem Umweltschutz zu unterstützen. Damals wurde der 9. Januar 2025 als das Datum des Beginns der Reise bekannt gegeben, doch reiste Boric dann ein paar Tage früher an den Südpol.

## Reise
Gabriel Boric reiste am 2. Januar mit seiner Entourage vom Luftwaffenstützpunkt in Pudahuel in einer Boeing 767 der chilenischen Luftwaffe zum Luftwaffenstützpunkt Chabunco bei Punta Arenas, wo sie am Freitag, 3. Januar um 00:30 ankamen. Von dort ging die Reise in zwei Gulfstream IV weiter zur chilenischen Basis am Union-Gletscher auf der Chilenischen Antarktis. Gabriel Boric ist nach Sebastián Piñera der zweite Chilenische Präsident, der die Basis beim Union-Gletscher besucht. Von der Basis am Union-Gletscher flogen sie in zwei Flugzeugen des Typs DHC-6 Twin Otter und zwei Helikoptern des Typs Black Hawk weiter zur Amundsen-Scott-Südpolstation. Nach zwei Stunden am Südpol reiste Gabriel Boric zusammen mit seiner Delegation erst an den Union-Gletscher und von dort weiter zum Luftwaffenstützpunkt Punta Arenas.
Nach seinem Aufenthalt am Südpol bekräftigte Boric die Chilenische Souveränität auf der Antarktis und sprach sich gegen die Ausbeutung der Bodenschätze der Antarktis aus. Chile sei eines der sieben Länder, welche einen Teil der Antarktis beanspruchen und auch eines der zwölf ersten Länder, welche den Antarktis-Vertrag unterschrieben haben.
Die Operación Estrella Polar III hat auch das Ziel, die Energieeffizienz der Roald-Amundsen-Südpolstation zu analysieren und die Erkenntnisse auf die Chilenischen Basen auf der Antarktis zu übertragen.

### Prominente Teilnehmer der Reise zum Südpol
(Quelle: )
- Gabriel Boric, Präsident von Chile
- Maya Fernandez Allende, Verteidigungsministerin von Chile

- Maisa Rojas, Umweltministerin von Chile
- Gloria de la Fuente, Chilenische Unterstaatssekretärin für Internationale Beziehungen
- General Hugo Rodriguez, Leiter der Chilenischen Luftstreitkräfte (Flog einen der Black Hawks[6])
- General Javier Iturriaga del Campo, Leiter des Chilenischen Heeres
- Admiral Juan Andrés De La Maza, Leiter der Chilenischen Seestreitkräfte
- Gino Casassa, Leiter des Chilenischen Institut der Antarktis (INACH)